# Ennearthron reichei
Ennearthron reichei es una especie de coleóptero de la familia Ciidae.

## Distribución geográfica
Habita en Egipto.